# Nationaal park Weskus
Het Nationaal park Weskus is een nationaal park in Zuid-Afrika. Het nationaal park ligt ongeveer 120 km ten noorden van Kaapstad in de West-Kaapprovinsie. Het park is 36.300 hectare groot. Het wordt begrensd door de Atlantische Oceaan in het westen, de kustweg R27 en strekt vanaf het dorp Yzerfontein in het zuiden tot aan de lagune bij Langebaan.

## Flora en Fauna
Het park is vooral gewild wegens zijn vogelleven en bloemenzee van augustus tot oktober. Vooral het Postberg-kamp is bekend om zijn ligging in de bloemenzee en struisvogels. Het park, met eilanden in de Saldanhabaai is door BirdLife International als een belangrijk vogelgebied (IBA) aangewezen.
Het wildleven in het park omvat een groot aantal soorten antilopen zoals elandantilopen en hartebeesten en daarnaast nog struisvogels in het Postberg-kamp, flamingo's in de zoutmoerassen van de Langebaan-lagune, pinguïns en verscheidene soorten zeevogels.

## Fotogalerij

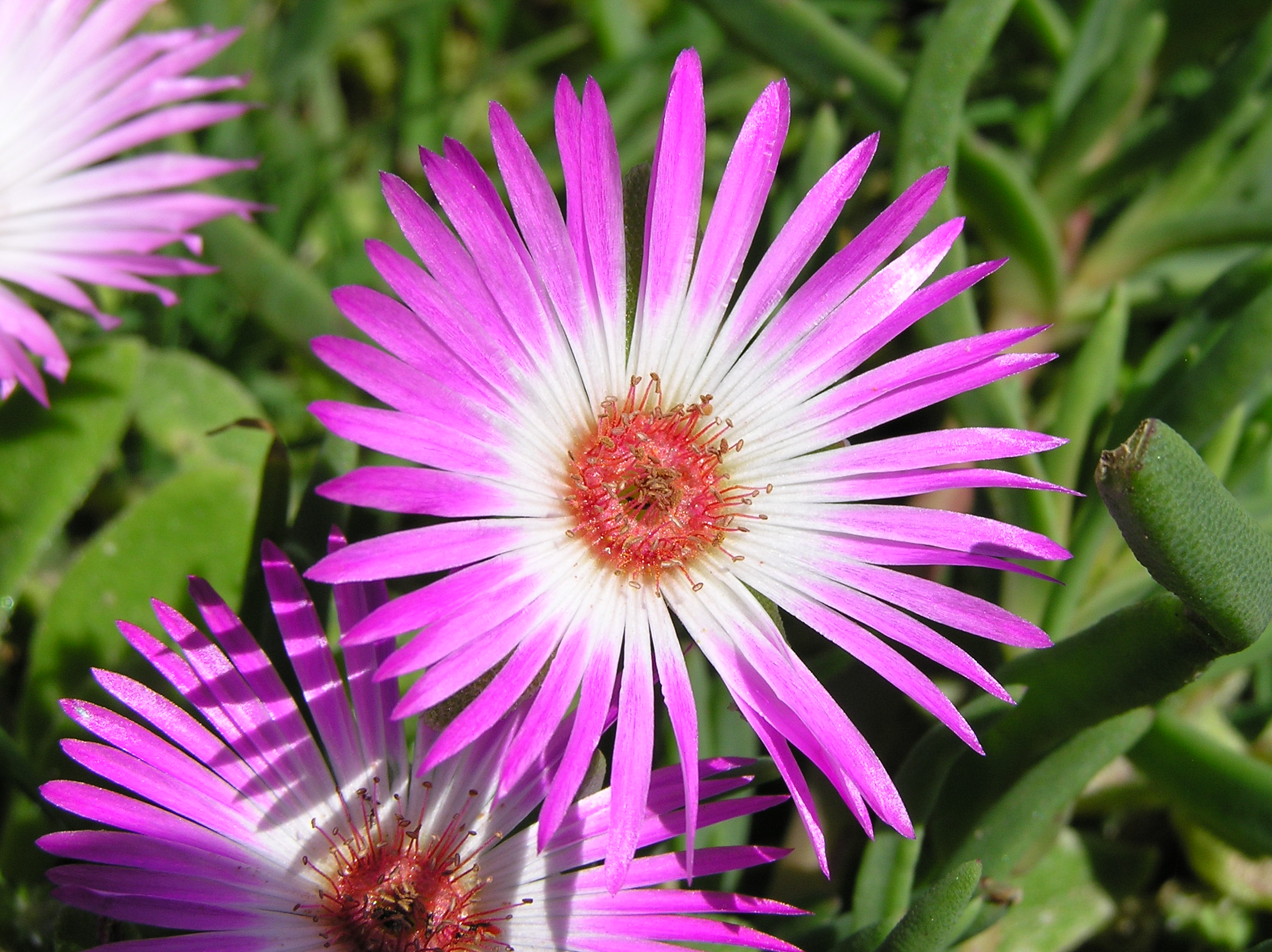
Dorotheanthus bellidiformis
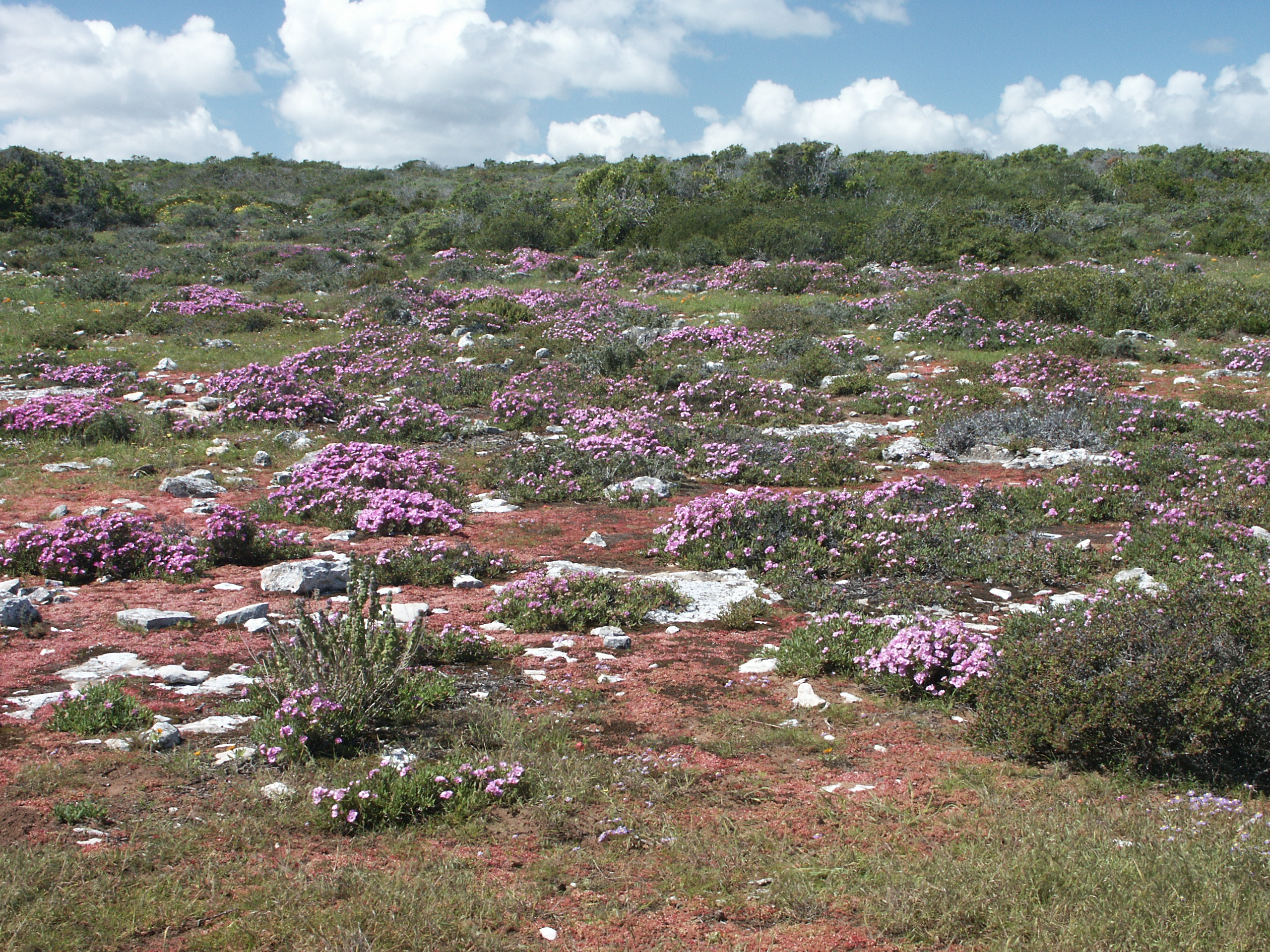
Bloemen in de lente
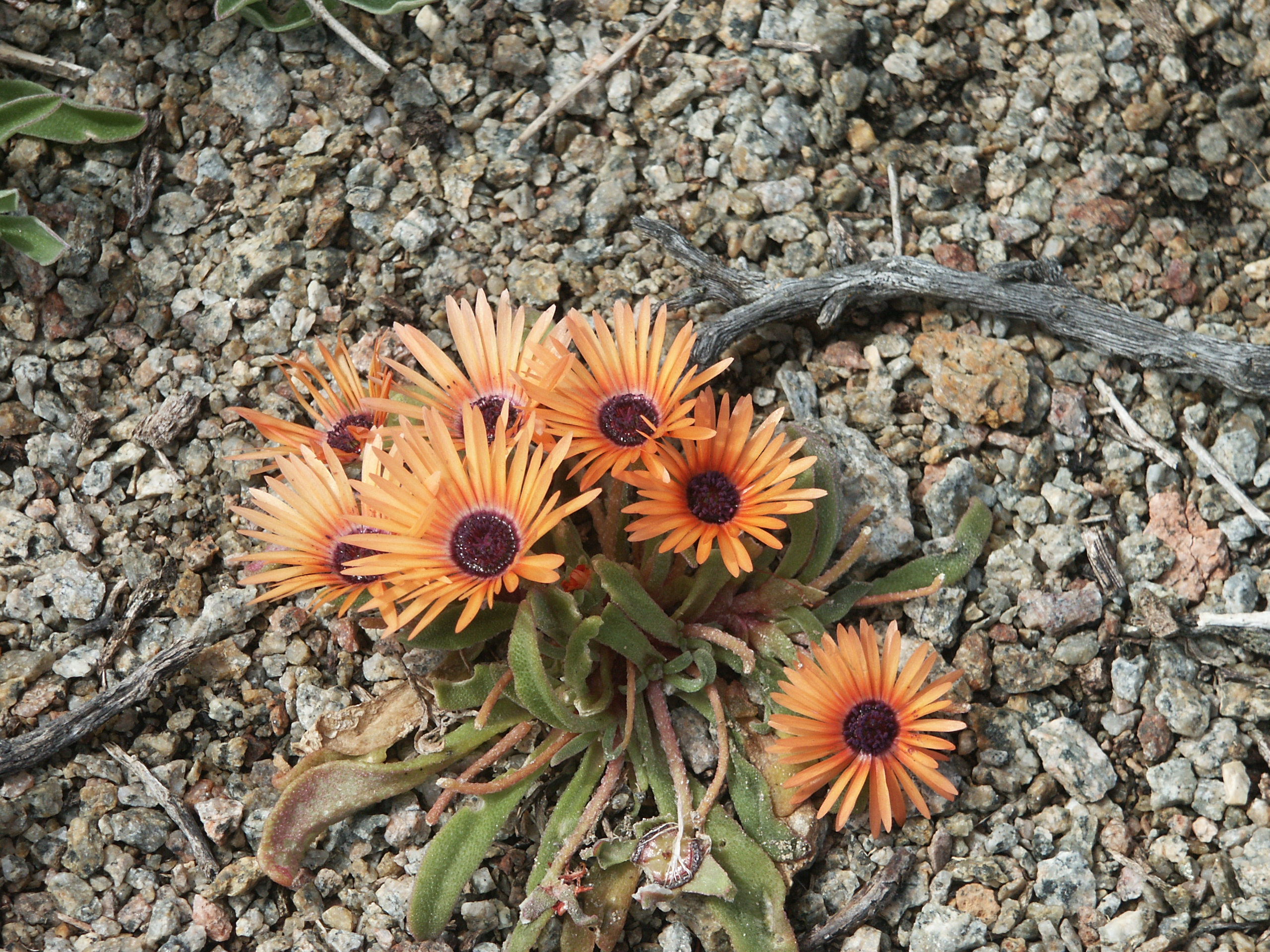
Dorotheanthus-soort
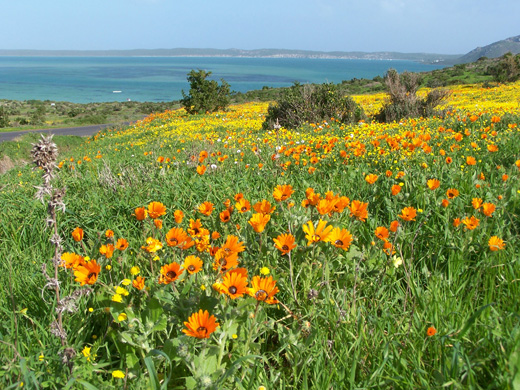
Veld met bloemen.